# Lipník (okres Mladá Boleslav)
Obec Lipník se nachází v okrese Mladá Boleslav, 16 km jižně od Mladé Boleslavi a 6 km východně od Benátek nad Jizerou na okraji bývalého vojenského prostoru Milovice – Mladá. Obec má v současné době 422 obyvatel. Obec Lipník spadá pod poštu v obci Čachovice.

## Poloha
Obec Lipník leží v okrese Mladá Boleslav mezi obcemi Benátky nad Jizerou a Milovice. Katastrální území obce Lipník zaujímá svou rozlohou 933 ha.
Obec je položena do oblasti polabské nížiny, která je svým charakterem velmi teplá a suchá oblast, a to i ve srovnání s okolní krajinou. Na návrší její nadmořská výška dosahuje pouhých 250 m n. m.

## Historie
První písemná zmínka o obci pochází z roku 1338.
Katastrální území Lipníku je součástí zrušeného vojenského výcvikového prostoru Mladá. V roce 1904 císař František Josef I. Mladou a okolní pozemky vykoupil pro potřeby armády. Pomník na návsi připomíná vysídlení Lipníku v roce 1940 a znovuosídlení roku 1945. Po tuto dobu vesnice sloužila jako střelnice německých vojáků. Před vystěhováním v obci žilo 750 obyvatel.

### Územněsprávní začlenění
Dějiny územněsprávního začleňování zahrnují období od roku 1850 do současnosti. V chronologickém přehledu je uvedena územně administrativní příslušnost obce v roce, kdy ke změně došlo:
- 1850 země česká, kraj Jičín, politický okres Nymburk, soudní okres Nové Benátky[6]
- 1855 země česká, kraj Mladá Boleslav, soudní okres Nové Benátky[6]
- 1868 země česká, politický okres Mladá Boleslav, soudní okres Nové Benátky[6]
- 1937 země česká, politický okres Mladá Boleslav expozitura Nové Benátky, soudní okres Nové Benátky[7]
- 1939 země česká, Oberlandrat Jičín, politický okres Mladá Boleslav expozitura Nové Benátky, soudní okres Nové Benátky[8]
- 1942 země česká, Oberlandrat Praha, politický okres Brandýs nad Labem, soudní okres Nové Benátky[9]
- 1945 země česká, správní okres Mladá Boleslav, expozitura a soudní okres Benátky nad Jizerou[10]
- 1949 Pražský kraj, okres Mladá Boleslav[11]
- 1960 Středočeský kraj, okres Mladá Boleslav[12]

### Rok 1932
Ve vsi Lipník s 744 obyvateli v roce 1932 byly evidovány tyto živnosti a obchody: cihelna, 2 obchody s drůbeží, 7 obchodů s dobytkem, 2 galanterie, holič, 7 hostinců, 2 kováři, krejčí, 2 obuvníci, pekař, pojišťovací jednatelství, pokrývač, 3 řezníci, sadař, 3 obchody se smíšeným zbožím, spořitelní a záložní spolek, 3 trafiky, truhlář, velkostatek, zahradnictví.

## Doprava
Silniční doprava
Do obce vede silnice III. třídy.
Železniční doprava
Železniční trať ani stanice na území obce nejsou. Nejblíže obci je železniční stanice Čachovice ve vzdálenosti 2,5 km ležící na trati 071 z Nymburka do Mladé Boleslavi.
Autobusová doprava 2025
V obci mají konečnou zastávku autobusové linky 430 v trase Lipník - Milovice,Boží Dar - Milovice,žel.st. - Milovice,Benátecká Vrutice - Lysá n.L.,žel.st. a 436 v trase Lipník - Čachovice - Vlkava,náves - Krchleby - Všechlapy - Nymburk,hl.nádr. Dříve se jednalo o jedinou linku, která však byla rozdělena, respektive část její trasy byla převedena na prodloužené spoje linky 430. Nyní jsou v konečné zastávce Lipník vytvořeny vzájemné návaznosti.